# Jesse Williams (altista)
Jesse Daniel Williams (Modesto, 27 dicembre 1983) è un altista statunitense, campione mondiale a Taegu 2011.

## Progressione

### Salto in alto
| Stagione | Misura | Luogo       | Data      | Rank. Mond. |
| -------- | ------ | ----------- | --------- | ----------- |
| 2016     | 2,23 m | Norwalk     | 16-4-2016 |             |
| 2015     | 2,31 m | Eugene      | 26-6-2015 |             |
| 2014     | 2,29 m | New York    | 14-6-2014 |             |
| 2013     | 2,31 m | Walnut      | 20-4-2013 |             |
| 2012     | 2,36 m | New York    | 9-6-2012  |             |
| 2011     | 2,37 m | Eugene      | 26-6-2011 | 1º          |
| 2010     | 2,30 m | New York    | 12-6-2010 | 12º         |
| 2009     | 2,34 m | Eugene      | 9-5-2009  | 4º          |
| 2008     | 2,30 m | Eugene      | 5-7-2008  | 23º         |
| 2008     | 2,30 m | Burnaby     | 21-6-2008 | 23º         |
| 2007     | 2,33 m | Los Angeles | 24-3-2007 | 7º          |
| 2006     | 2,32 m | Sacramento  | 9-6-2006  | 10º         |
| 2005     | 2,30 m | Stoccolma   | 26-7-2005 | 22º         |
| 2004     | 2,24 m | Sacramento  | 18-7-2004 | 82º         |
| 2003     | 2,24 m | Clemson     | 10-5-2003 | 61º         |
| 2002     | 2,21 m | Kingston    | 18-7-2002 | 115º        |
| 2001     | 2,16 m |             |           |             |

## Palmarès
| Anno | Manifestazione      | Sede     | Evento        | Risultato | Prestazione | Note |
| ---- | ------------------- | -------- | ------------- | --------- | ----------- | ---- |
| 2002 | Mondiali U20        | Kingston | Salto in alto | 4º        | 2,21 m      |      |
| 2005 | Mondiali            | Helsinki | Salto in alto | 15º (q)   | 2,24 m      |      |
| 2007 | Mondiali            | Osaka    | Salto in alto | 26º (q)   | 2,23 m      |      |
| 2008 | Mondiali indoor     | Valencia | Salto in alto | 6º        | 2,27 m      |      |
| 2008 | Giochi olimpici     | Pechino  | Salto in alto | 19º (q)   | 2,25 m      |      |
| 2010 | Mondiali indoor     | Doha     | Salto in alto | 5º        | 2,28 m      |      |
| 2011 | Mondiali            | Taegu    | Salto in alto | Oro       | 2,35 m      |      |
| 2012 | Mondiali indoor     | Istanbul | Salto in alto | 6º        | 2,31 m      |      |
| 2012 | Giochi olimpici     | Londra   | Salto in alto | 9º        | 2,25 m      |      |
| 2013 | Mondiali            | Mosca    | Salto in alto | 23º (q)   | 2,22 m      |      |
| 2015 | Giochi panamericani | Toronto  | Salto in alto | 4º        | 2,28 m      |      |
| 2015 | Campionati NACAC    | San José | Salto in alto | 4º        | 2,15 m      |      |
| 2015 | Mondiali            | Pechino  | Salto in alto | 22º (q)   | 2,26 m      |      |

## Campionati nazionali
- 2 volte campione nazionale nel salto in alto (2010, 2011)
- 1 volta campione nazionale indoor nel salto in alto (2010)

## Altre competizioni internazionali
2006
- 8º alla World Athletics Final ( Stoccarda), salto in alto - 2,20 m

2007
- 8º alla World Athletics Final ( Stoccarda), salto in alto - 2,24 m

2008
- Bronzo alla World Athletics Final ( Stoccarda), salto in alto - 2,29 m

2009
- Bronzo alla World Athletics Final ( Salonicco), salto in alto - 2,29 m

2011
- Vincitore della Diamond League nella specialità del salto in alto (9 punti)